# Мушин (Нигерия)
Мушин (англ. Mushin) — район местного самоуправления (LGA), часть города Лагос в одноименном штате в юго-западной части Нигерии. В прошлом — отдельный город.
Расположен в 10 км от центра Лагоса по дороге на Икеджу.
По переписи 2006 года в нем проживало 633 009 жителей. Является частью столичного региона Лагоса. Плотность населения здесь одна из самых высоких в стране, это один из самых густонаселенных районов местного самоуправления. Большинство жителей принадлежат к народу йоруба, поэтому йоруба является здесь наиболее распространённым языком.
После обретения независимости от Великобритании в 1960 году произошёл массовый исход из центра города в пригороды. Это привело к сильному перенаселению. В результате плохие санитарных и неудовлетворительных условий жилья качество жизни резко ухудшилось. Однако с началом индустриализации в Нигерии, Мушин стал одним из основных объектов промышленного роста, здесь обосновались многие промышленные предприятия.
В городе есть больница и учебные заведения. Мушин находится на стыке дорог, ведущих в Лагос, Шомолу и Икею.